# Ramaphatle
Ramaphatle est une ville du Botswana.